# Arnold I van Keulen
Arnold I (rond 1100 - Keulen, 3 april 1151) was van 1137 tot 1151 aartsbisschop van Keulen.
- Gemeinsame Normdatei: 130059927
- Virtual International Authority File: 47858518
- WorldCat: E39PBJr3yfcqp4TbHfmp3h46rq